# Ddrum

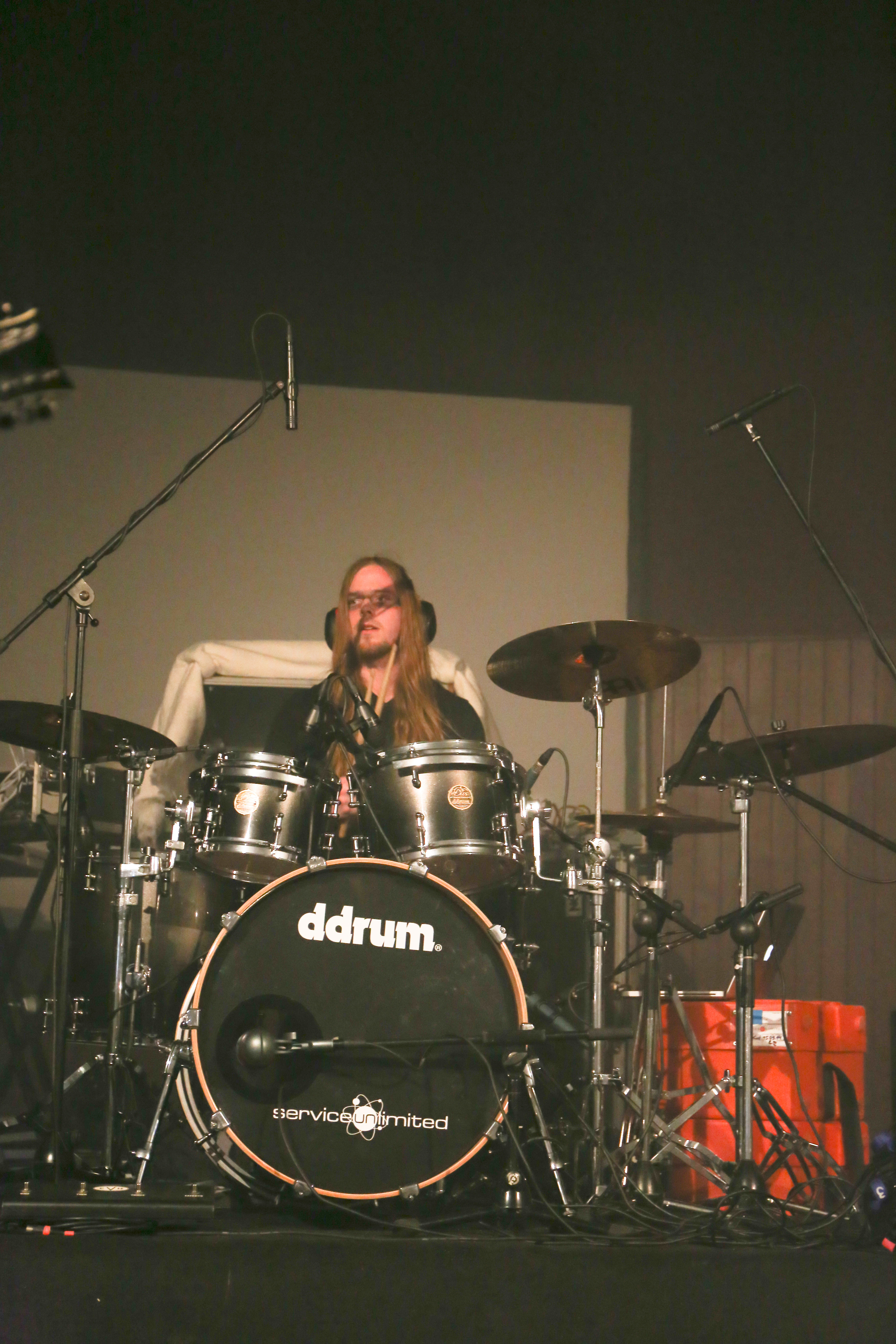
Ddrum (Wave-Gotik-Treffen 2016)

Ddrum é uma divisão da empresa americana Armadillo Enterprises Inc. A empresa fabrica baterias acústicas e eletrônicas, além de triggers para baterias

## Baterias Acústicas
A Ddrum é uma companhia irmã da Dean Guitars e produz baterias que representam várias de suas séries, cada uma seguindo um motivo de começar com a letra "d", e agrupadas de acordo com a qualidade e os materiais utilizados na construção. Além disso, é uma das muitas fabricantes que oferece aos clientes a capacidade de personalizar o seu próprio kit, incluindo as dimensões, acabamento e opções de hardware no que eles chamam de "EUA Custom Shop" (USA Custom Shop).
- EUA Custom Shop - É um kit personalizado com várias opções, incluindo uma seleção de alguns feitos com madeira.
- Vinnie Paul - Kit com 6 peças customizadas com gráficos de fogo e caveiras;
- Carmine Appice - Kit 8 peças assinado por Carmine Appice com acabamento em madeira alaranjada;

Kits Normais:
- Dios - Disponível em Bubinga Africana, América do Norte e Maple Walnut;
- Diablo - Kit de madeira com ferragens cromadas disponível em várias configurações;
- D2 - Bateria feita para músicos iniciantes, os cascos são feitos em Mahogany;
- Reflex - Kit composto por 4 ou 5 peças, bateria feita com madeira com a sua pintura cromada além dos clássicos aros "Die-Cast";
- Signature Snares - Caixas assinadas pelos endorsers Ddrum.

No Brasil, é famosa por problemas quando o assunto é peças de reposição, sendo muito difícil localizar até mesmo uma simples canoa para caixa (com destaque especial para o modelo Diablo, uma vez danificada, é necessário recorrer a peças similares, fazer novas furações e "gambiarras").[carece de fontes?]

## Artistas

### Baterias Acústicas
- Vinnie Paul - Pantera, Hellyeah;
- Carmine Appice - Independente;
- Shawn Drover - Megadeth;
- Athena Kottak - Kottak;
- Robert Sweet - Stryper;
- Dan Konopka - OK Go;
- David "Day Day" Haddon - Independente;
- Tim Yeung - Divine Heresy;
- Dave Lombardo - Slayer;
- James Kottak - Scorpions;
- Butch Vig - Garbage;
- James "Rhim" Davis - The Birthday Massacre, Fallon and The Grace Dynasty;
- Andols Herrick - Chimaira;
- Steve Asheim - Deicide;
- John Humphrey - Seether;
- Tim "Yogi" Watts - Demon Hunter;
- Michael Ehré - Firewind;

### Triggers, Módulos e Baterias Eletrônicos
- Aquiles Priester - Hangar;
- Travis Smith - Trivium;
- Abe Laboriel Jr. - PaulMcCartney;
- Tommy Lee - Mötley Crüe;
- Morgan Rose - Sevendust;
- Anton Fig - Session drummer;
- Mike Wengren - Disturbed;
- Dennis Chambers - Independente;
- Daniel Erlandsson - Arch Enemy;
- Frank Beard - ZZTop;
- Eric Singer - Kiss, Alice Cooper;
- Vinnie Paul - Pantera, Hellyeah;
- Dave McClain - Machine Head;
- John Micelli - Meat Loaf;
- Charlie Benante - Anthrax;
- Pete Sandoval - Morbid Angel;
- John Tempesta - Helmet;
- Tim Alexander - Primus;
- Kenny Aronoff - Session drummer;
- Dave Weckl - Dave Weckl Band;
- Scott Travis - Judas Priest;
- David Silveria - Korn;
- Joey Jordison - Slipknot, Korn Fill-in drummer;
- John Blackwell - Prince, Justin Timberlake;
- Rick Allen - Def Leppard;
- Steve Asheim - Deicide.